# روبرت ستيوارت (سياسي)
روبرت ستيوارت هو سياسي كندي، ولد في 7 أبريل 1850 بأوتاوا في كندا، وتوفي بنفس المكان في 10 أبريل 1925. حزبياً، نشط في الحزب الليبرالي الكندي. وقد انتخب عضو مجلس العموم الكندي عن دائرة Ottawa (City of) (electoral district) ‏ (3 نوفمبر 1904 – 25 أكتوبر 1908).